# Traité de La Haye (1701)

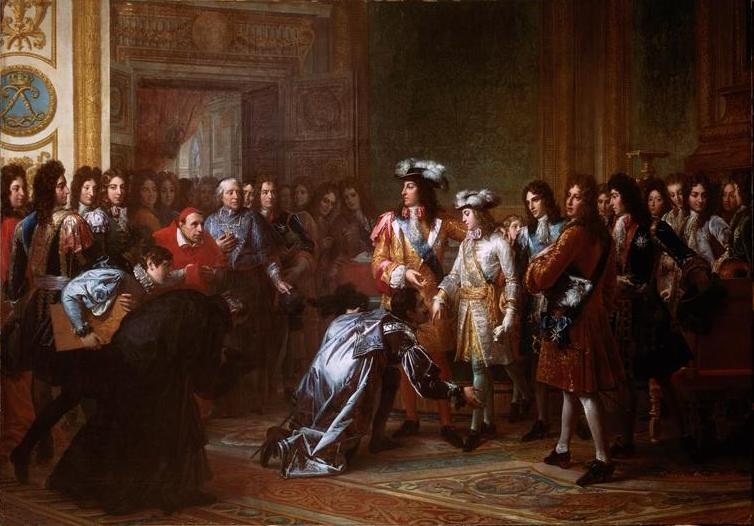
Philippe de France, duc d'Anjou, proclamé roi d'Espagne sous le nom de Philippe V. 16 novembre 1700

Le traité de La Haye est un traité signé le 7 septembre 1701 entre l'Angleterre, les Provinces-Unies et le Saint-Empire inaugurant la Grande Alliance pour contrer les ambitions françaises.

## Origines
À la mort de Charles II d'Espagne, son héritage revient par testament à Philippe d'Anjou, petit-fils de Louis XIV. Les Habsbourg ne peuvent tolérer cette succession car ils estiment qu'elle doit leur revenir. De plus, un traité de partage des possessions espagnoles avait été signé antérieurement. L'empereur Léopold Ier tente de constituer une alliance contre la France. Il peut compter sur les puissances maritimes qui craignent une hégémonie française sur le continent.

## Contenu
Une partie de l'héritage doit revenir à l'empereur, à savoir, le duché de Milan et les royaumes de Naples et de Sicile. Les provinces maritimes pourraient conserver toutes leurs conquêtes faites dans les colonies espagnoles. Les signataires reconnaissent le droit des Hollandais d'occuper les onze places des Pays-Bas qui constituent une Barrière contre la France. Les alliés s'engagent également à conquérir les Pays-Bas afin qu'ils servent de rempart contre la France.

## Conséquences
Plusieurs souverains se joignent par la suite à la Grande Alliance, notamment Frédéric Ier de Prusse, Auguste II de Saxe, la Hesse-Cassel et l'Électeur Georges-Louis de Hanovre. Le 15 mai 1702, les signataires de la Grande Alliance déclare la guerre à la France, ouvrant ainsi la guerre de Succession d'Espagne (1701-1714).